# Werner Vehling
Werner Vehling (* 28. August 1941 in Hespe; † 26. Januar 2024) war ein deutscher Kommunalpolitiker der SPD. Er war von 1974 bis 2017 Bürgermeister der Gemeinde Hespe und von 1986 bis 1998 ehrenamtlicher Landrat des Landkreises Schaumburg.

## Leben
Vehling erlernte das Mauerhandwerk, besuchte Förderlehrgänge in Bückeburg und studierte ab 1961 sechs Semester an der staatlichen Ingenieurschule in Nienburg. Nach Abschluss seiner Ausbildung war er zunächst beim Tiefbauamt, dann beim Amt für Umweltschutz und Wasserwirtschaft des Kreises Minden-Lübbecke tätig.
Vehling trat in die SPD ein und betätigte sich in der Kommunalpolitik. Er war seit 1974 Bürgermeister und ehrenamtlicher Gemeindedirektor der Gemeinde Hespe und von 1974 bis 1976 Mitglied des Interimsrates der neu gebildeten Samtgemeinde Nienstädt. Von 1976 bis 2016 war er Mitglied des Schaumburger Kreistages. Im November 1986 wurde er als Nachfolger von Heiner Schoof erstmals zum ehrenamtlichen Landrat des Landkreises Schaumburg gewählt. Das Amt übte er bis 1998 aus; im Anschluss war er bis 2006 Erster stellvertretender Landrat des Kreises. Bis zu seinem Tod war Vehling Mitglied im Gemeinderat Hespe und dort Vorsitzender der SPD-Fraktion.

## Ehrungen und Auszeichnungen
- Ehrennadel in Gold des Niedersächsischen Städte- und Gemeindebundes[4]
- 2017: Verleihung des Titels Ehrenbürgermeister der Gemeinde Hespe[4]
- 2017: Verdienstkreuz am Bande der Bundesrepublik Deutschland[3]